# Club Italia 2019-2020 (pallavolo femminile)
Questa voce raccoglie le informazioni riguardanti il Club Italia nelle competizioni ufficiali della stagione 2019-2020.

## Organigramma societario
Area direttiva
- Presidente: Pietro Bruno Cattaneo

Area tecnica
- Allenatore: Massimo Bellano
- Allenatore in seconda: Michele Fanni
- Assistente allenatore: Luca Pieragnoli, Mauro Tettamanti
- Scout man: Alessandro Parise

Area sanitaria
- Medico: Luca Monestier
- Fisioterapista: Luca Vergani
- Preparatore atletico: Flavio Del Giorgio

## Rosa
| N° | Nome               | Ruolo | Data di nascita   | Nazionalità sportiva |
| -- | ------------------ | ----- | ----------------- | -------------------- |
| 1  | Anna Pelloia       | P     | 30 novembre 2002  | Italia               |
| 2  | Emma Graziani      | C     | 16 agosto 2002    | Italia               |
| 3  | Maria Teresa Bassi | S     | 28 settembre 2002 | Italia               |
| 4  | Silvia Sormani     | L     | 20 maggio 2003    | Italia               |
| 5  | Sofia Monza        | P     | 11 maggio 2002    | Italia               |
| 6  | Beatrice Gardini   | S     | 1º aprile 2003    | Italia               |
| 7  | Giulia Marconato   | C     | 26 aprile 2003    | Italia               |
| 8  | Fatim Kone         | C     | 25 ottobre 2000   | Italia               |
| 9  | Loveth Omoruyi     | S     | 25 agosto 2002    | Italia               |
| 10 | Giorgia Frosini    | O     | 29 novembre 2002  | Italia               |
| 12 | Alice Trampus      | S     | 22 aprile 2004    | Italia               |
| 13 | Alessia Populini   | S     | 15 settembre 2000 | Italia               |
| 14 | Sara Panetoni      | L     | 6 maggio 2000     | Italia               |
| 15 | Julia Ituma        | O     | 8 ottobre 2004    | Italia               |
| 17 | Linda Nwakalor     | S     | 17 settembre 2002 | Italia               |

## Risultati

### Serie A2

#### Regular season

##### Girone di andata
| 1ª giornata - 6 ottobre 2019 Geopalace, Olbia                      | Hermaea              | 1 - 3 | Club Italia      | 20-25, 16-25, 26-24, 23-25        |
| 2ª giornata - 12 ottobre 2019 Centro Pavesi, Milano                | Club Italia          | 2 - 3 | Academy Sassuolo | 22-25, 25-19, 18-25, 25-23, 10-15 |
| 3ª giornata - 20 ottobre 2019 PalaCesari, Cutrofiano               | Cutrofiano           | 2 - 3 | Club Italia      | 21-25, 25-20, 25-21, 27-29, 14-16 |
| 4ª giornata - 26 ottobre 2019 Centro Pavesi, Milano                | Club Italia          | 3 - 1 | Talmassons       | 25-20, 24-26, 25-22, 25-17        |
| 5ª giornata - 30 ottobre 2019 Centro Pavesi, Milano                | Club Italia          | 1 - 3 | Adolfo Consolini | 18-25, 21-25, 25-23, 17-25        |
| 6ª giornata - 3 novembre 2019 PalaScoppa, Soverato                 | Soverato             | 3 - 1 | Club Italia      | 25-18, 25-21, 22-25, 25-22        |
| 7ª giornata - 10 novembre 2019 Palazzetto dello sport, Pinerolo    | Pinerolo             | 3 - 1 | Club Italia      | 22-25, 28-26, 25-22, 25-17        |
| 8ª giornata - 16 novembre 2019 Centro Pavesi, Milano               | Club Italia          | 3 - 0 | Montale          | 26-24, 25-23, 25-15               |
| 9ª giornata - 24 novembre 2019 Palazzetto dello sport, Martignacco | Libertas Martignacco | 3 - 2 | Club Italia      | 25-16, 24-26, 25-17, 18-25, 17-15 |

##### Girone di ritorno
| 10ª giornata - 30 novembre 2019 Centro Pavesi, Milano                     | Club Italia      | 3 - 1 | Hermaea              | 19-25, 25-11, 25-23, 25-22        |
| 11ª giornata - 8 dicembre 2019 PalaPaganelli, Sassuolo                    | Academy Sassuolo | 2 - 3 | Club Italia          | 25-23, 22-25, 25-22, 23-25, 8-15  |
| 12ª giornata - 14 dicembre 2019 Centro Pavesi, Milano                     | Club Italia      | 1 - 3 | Cutrofiano           | 23-25, 19-25, 25-18, 15-25        |
| 13ª giornata - 22 dicembre 2019 Palestra comunale, Talmassons             | Talmassons       | 2 - 3 | Club Italia          | 21-25, 25-22, 22-25, 25-18, 13-15 |
| 14ª giornata - 26 dicembre 2019 Palazzetto dello sport, S. Giovanni in M. | Adolfo Consolini | 3 - 0 | Club Italia          | 25-12, 25-20, 25-22               |
| 15ª giornata - 29 dicembre 2019 Centro Pavesi, Milano                     | Club Italia      | 2 - 3 | Soverato             | 25-21, 20-25, 25-27, 25-23, 8-15  |
| 16ª giornata - 5 gennaio 2020 Centro Pavesi, Milano                       | Club Italia      | 0 - 3 | Pinerolo             | 21-25, 24-26, 19-25               |
| 17ª giornata - 12 gennaio 2020 Palestra Magagni, Castelnuovo Rangone      | Montale          | 2 - 3 | Club Italia          | 17-25, 25-15, 33-31, 17-25, 10-15 |
| 18ª giornata - 19 gennaio 2020 Centro Pavesi, Milano                      | Club Italia      | 2 - 3 | Libertas Martignacco | 28-26, 18-25, 25-22, 23-25, 14-16 |

#### Pool salvezza

##### Girone di andata
| 1ª giornata - 8 febbraio 2020 Palazzetto Sant'Antonio, Pontecagnano Faiano | Due Principati | 3 - 0 | Club Italia         | 25-19, 25-16, 25-21               |
| 2ª giornata - 16 febbraio 2020 Centro Pavesi, Milano                       | Club Italia    | 3 - 2 | Roma Club           | 25-22, 21-25, 25-17, 21-25, 15-11 |
| 3ª giornata - 23 febbraio 2020 PalaBellina, Marsala                        | Marsala        | 3 - 0 | Club Italia         | 25-22, 26-24, 25-22               |
| 4ª giornata - 18 marzo 2020 Centro Pavesi, Milano                          | Club Italia    | -     | Montecchio Maggiore | annullata                         |
| 5ª giornata - 7 marzo 2020 PalaFontescodella, Macerata                     | Helvia Recina  | 3 - 0 | Club Italia         | 25-19, 25-22, 25-11               |

##### Girone di ritorno
| 6ª giornata - 14 marzo 2020 Centro Pavesi, Milano            | Club Italia         | - | Due Principati | annullata |
| 7ª giornata - 22 marzo 2020 Honey Sport City, Roma           | Roma Club           | - | Club Italia    | annullata |
| 8ª giornata - 28 marzo 2020 Centro Pavesi, Milano            | Club Italia         | - | Marsala        | annullata |
| 9ª giornata - 5 aprile 2020 PalaCollodi, Montecchio Maggiore | Montecchio Maggiore | - | Club Italia    | annullata |
| 10ª giornata - 11 aprile 2020 Centro Pavesi, Milano          | Club Italia         | - | Helvia Recina  | annullata |

## Statistiche

### Statistiche di squadra
| Competizione | Punti | In casa | In casa | In casa | In trasferta | In trasferta | In trasferta | Totale | Totale | Totale |
| Competizione | Punti | G       | V       | P       | G            | V            | P            | G      | V      | P      |
| ------------ | ----- | ------- | ------- | ------- | ------------ | ------------ | ------------ | ------ | ------ | ------ |
| Serie A2     | 26    | 10      | 4       | 6       | 12           | 5            | 7            | 22     | 9      | 13     |
| Totale       | -     | 10      | 4       | 6       | 12           | 5            | 7            | 22     | 9      | 13     |

G = partite giocate; V = partite vinte; P = partite perse